# Kadıoğlu, Düzce
Kadıoğlu là một xã thuộc thành phố Düzce, tỉnh Düzce, Thổ Nhĩ Kỳ. Dân số thời điểm năm 2010 là 415 người.